# Веласкес, Хулио
Хулио Веласкес Сантьяго (исп. Julio Velázquez Santiago; род. 5 октября 1981, Саламанка, Кастилия и Леон) — испанский футбольный тренер.

## Тренерская карьера
Тренерская карьера Хулио началась в 2008 году с клубом «Полидепортиво», а играл за «Вильярреал» только на юношеском уровне. В сезоне 2009/10 Веласкес возглавлял молодёжный состав клуба «Реал Вальядолид». Сезон 2010/11 Веласкес снова провёл с футбольным клубом «Полидепортиво».
В 2011 году Хулио Веласкес возглавлял дочерние клубы «Вильярреала» — «Вильярреал C» и «Вильярреал B».
13 июня 2012 года стал тренером «Вильярреала».
10 июля 2013 года подписал контракт с «Мурсией».
16 декабря 2015 года возглавил лиссабонский «Белененсеш».
В 2016 году возглавил испанский «Алькоркон», в котором проработал два года.
7 июня 2018 года назначен главным тренером итальянского клуба «Удинезе». Контракт подписан на 3 года.
5 апреля 2022 года Веласкес был назначен на пост главного тренера «Алавеса», на тот момент занимавшего последнюю строчку в турнирной таблице испанской Примеры. Для 40-летнего специалиста работа с баскским клубом стала дебютом в высшем дивизионе испанского первенства.